# Éséridine
L’éséridine est la version oxydée avec agrandissement de cycle de la physostigmine ou ésérine. Ses effets secondaires sont nettement moins marqués. 

## Mode d'action
En inhibant réversiblement l’acétylcholinestérase, elle augmente la concentration locale d’acétylcholine dans la fente synaptique et permet la stimulation des récepteurs nicotiniques et muscariniques.

## Usage thérapeutique
Elle est utilisée contre l’atonie du tube digestif (constipation), notamment l’absence de péristaltisme post-chirurgical lors d’intervention sur le tube digestif. Elle est commercialisée sous les noms :
- Génésérine 3 mg en solution buvable
- Génésérine 4,5 mg en comprimé